# Lethata myopina
Lethata myopina es una especie de polilla del género Lethata, orden Lepidoptera.
Fue descrita científicamente por Zeller en 1877.

## Descripción
Su envergadura es de 24 mm.

## Distribución
Se encuentra en Brasil.